# 小樺ダム
小樺ダム（こかんばダム）は、山梨県南アルプス市芦安芦倉野呂川入東にあるダム。堤高18.0mの重力式コンクリートダムで、運営管理は山梨県企業局が行なっている。水力発電用のダムであり、取水した水は下流の野呂川発電所（のろがわはつでんしょ）に送られている。

## 概要
山梨県知事天野久が「富める山梨」を掲げて開発を行った野呂川総合開発の一環として早川の上流である野呂川流域に作られ、1963年（昭和38年）12月に運用を開始した。標高1476mから取水された水は、全長4906.9mの導水路を通り、344.9mの落差を利用して野呂川発電所の水車を回している。野呂川発電所から放流された水は、下流の奈良田第一発電所に送られる。

## 野呂川発電所
山梨県南アルプス市芦安芦倉にある水力発電所。立軸三相交流同期発電機と立軸ペルトン水車を備え、最大出力20,000kW、常時出力2,900kWの能力を誇る。ここで作られた電気は東京電力へ送電・売却され、山梨県財政の貴重な収入源となっている。